# Odprto prvenstvo Anglije 1970
Odprto prvenstvo Anglije 1970 je teniški turnir za Grand Slam, ki je med 22. junijem in 4. julijem 1970 potekal v Londonu.

## Moški posamično
John Newcombe :  Ken Rosewall 5-7 6-3 6-2 3-6 6-1

## Ženske posamično
Margaret Court :  Billie Jean King 14-12 11-9

## Moške dvojice
John Newcombe /  Tony Roche :  Ken Rosewall / Fred Stolle 10-8 6-3 6-1

## Ženske dvojice
Rosie Casals /  Billie Jean King :  Françoise Dürr /  Virginia Wade 6-2 6-3

## Mešane dvojice
Ilie Năstase /  Rosie Casals :  Aleks Metreveli / Olga Morozova 6-3 4-6 9-7